# Formel 3

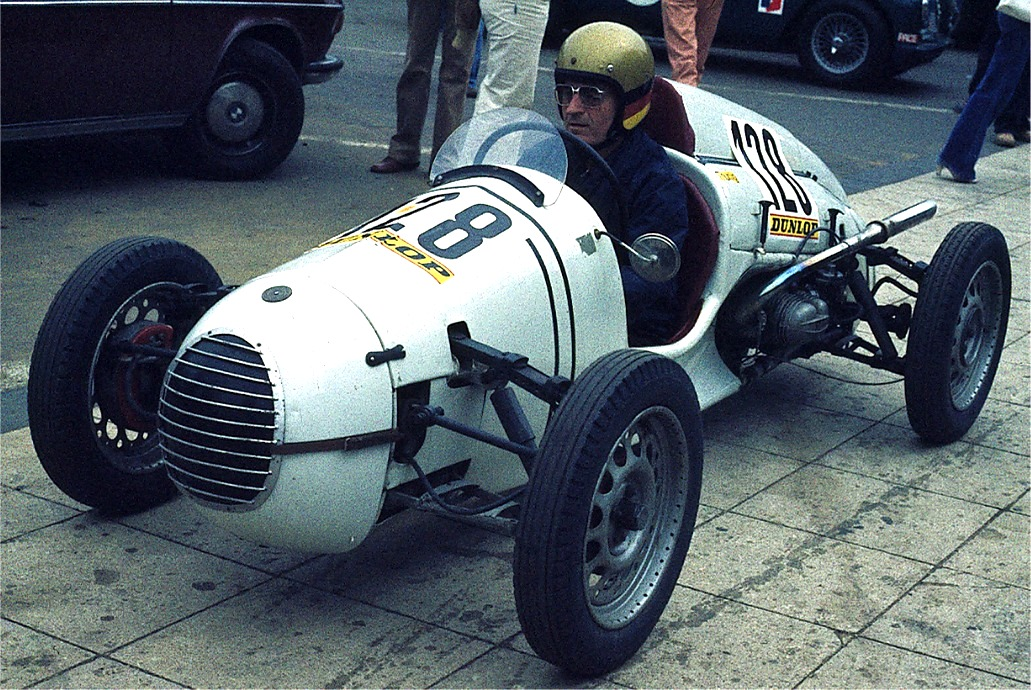
Monopoletta-BMW von 1949

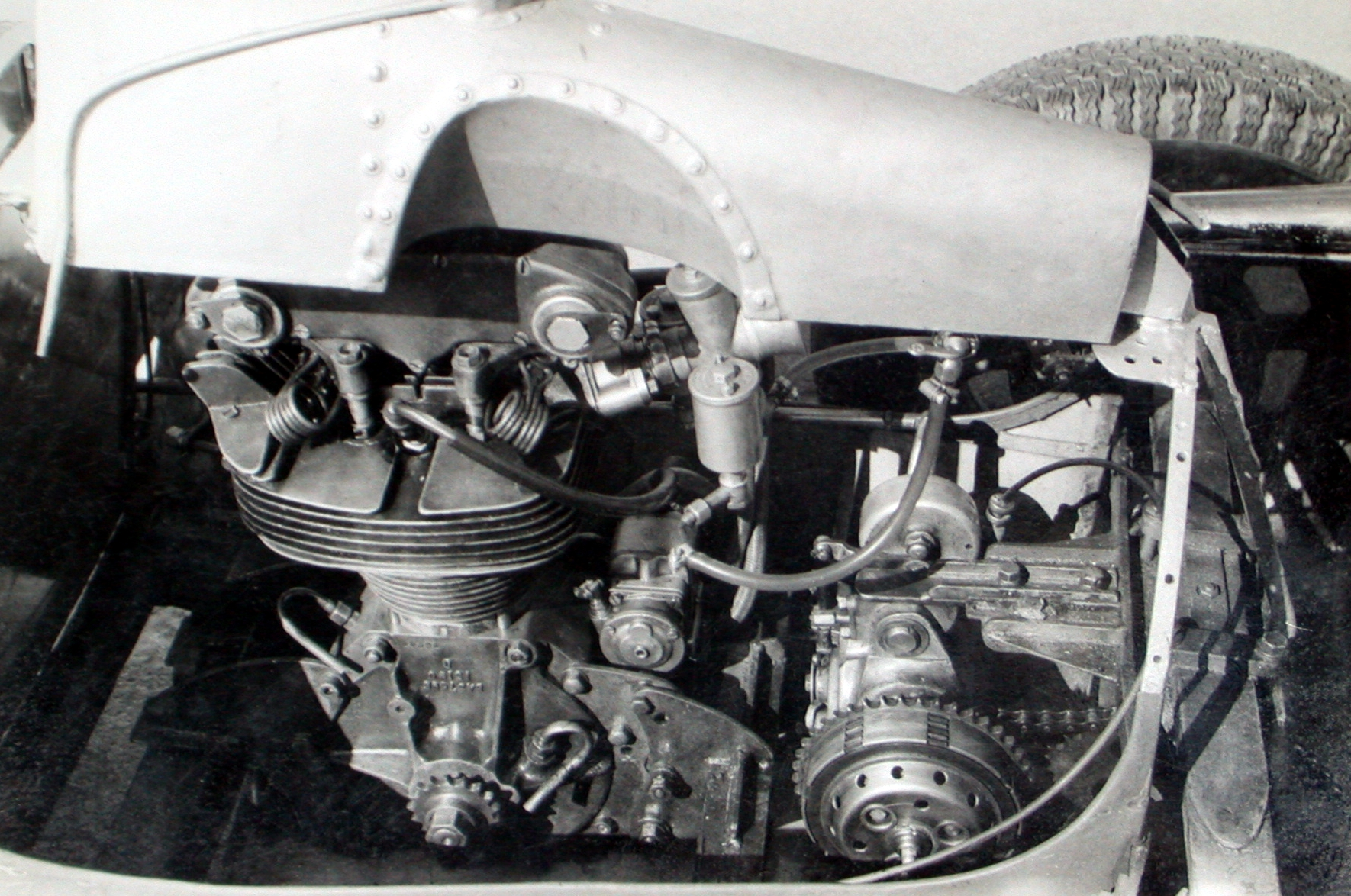
Cooper F3, Norton-Manx-Motor

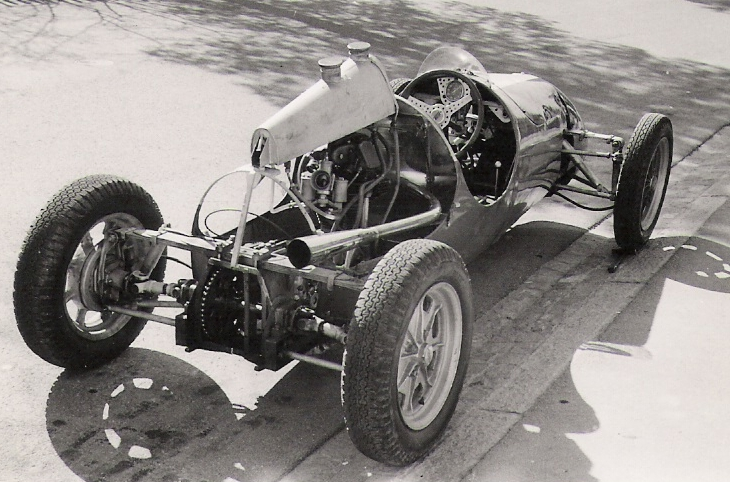
Cooper F3 Hinterachse

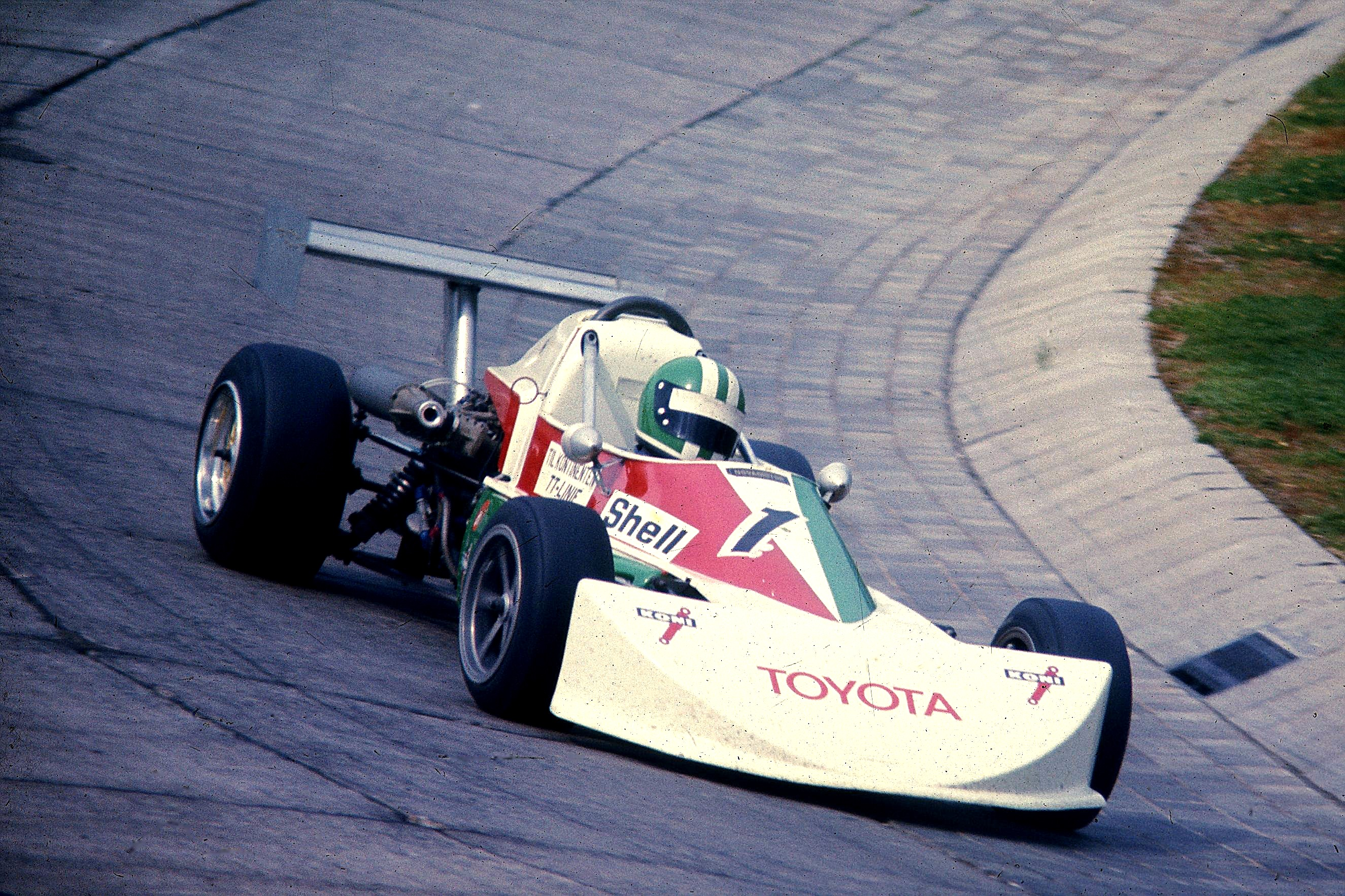
March-Toyota 1976 mit Rudolf Dötsch auf dem Nürburgring

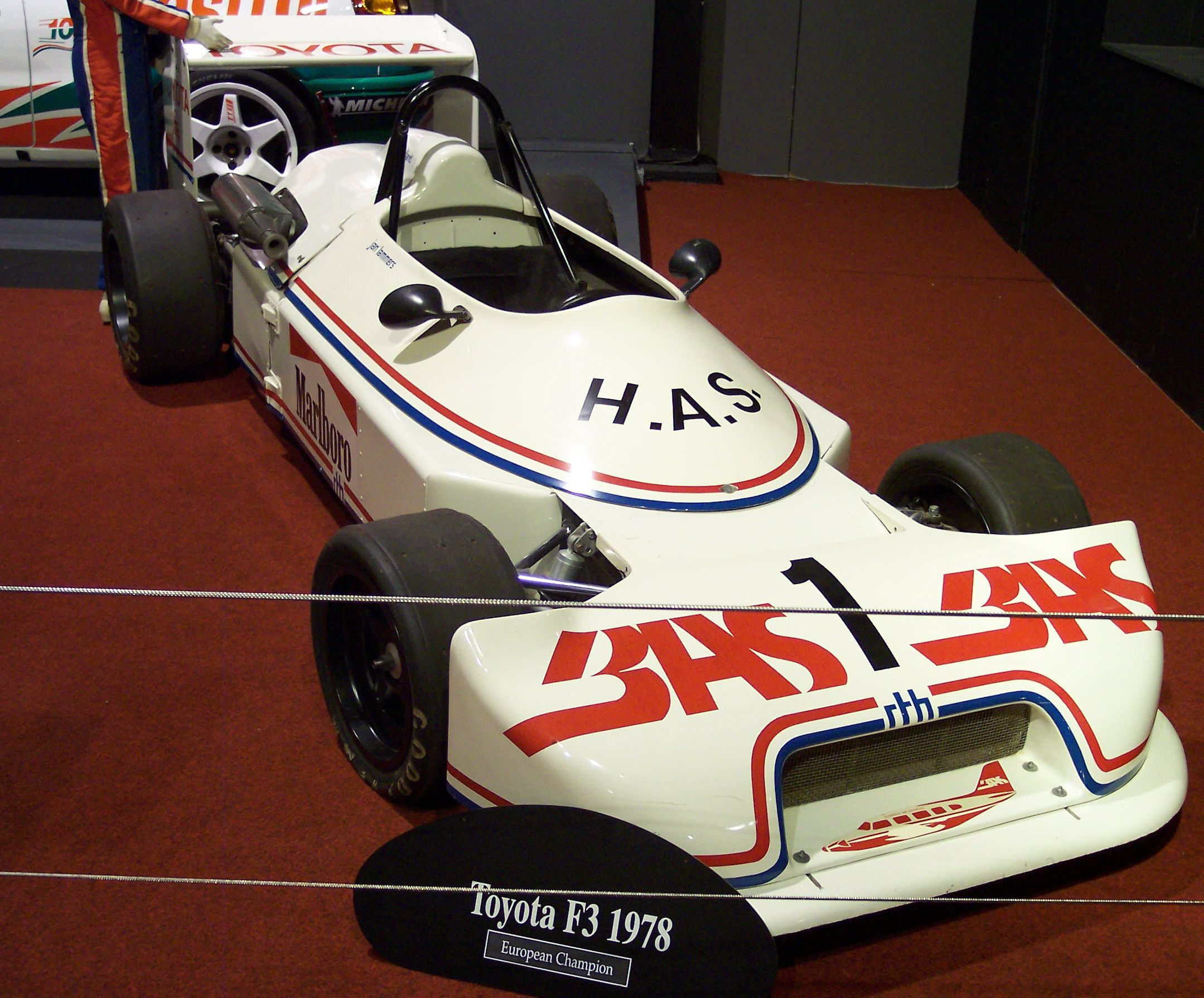
Toyota-Ralt Formel 3, 1978

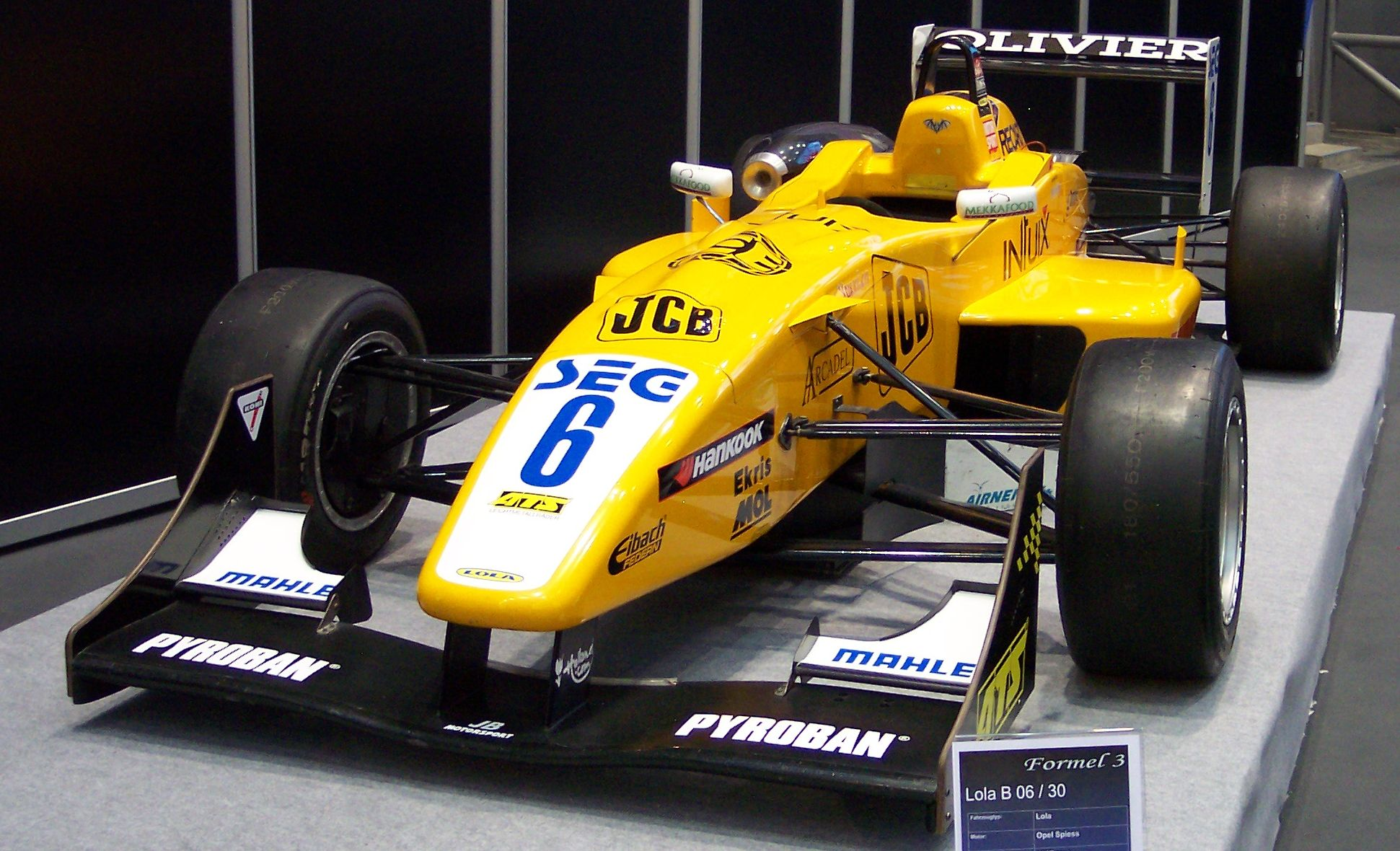
Lola B06-30-Formel 3, 2006

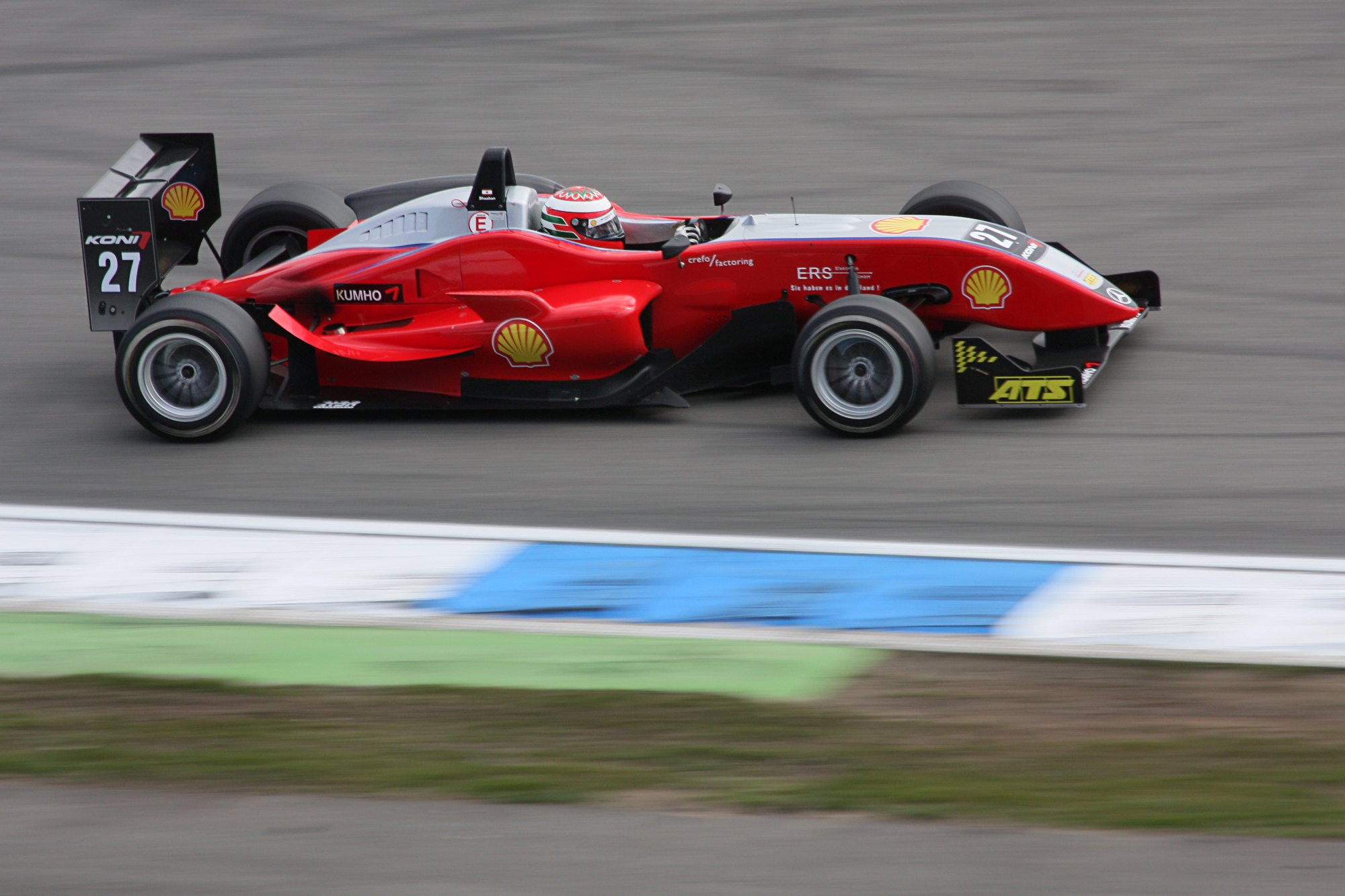
Formel-3-Rennen auf dem Hockenheimring 2008

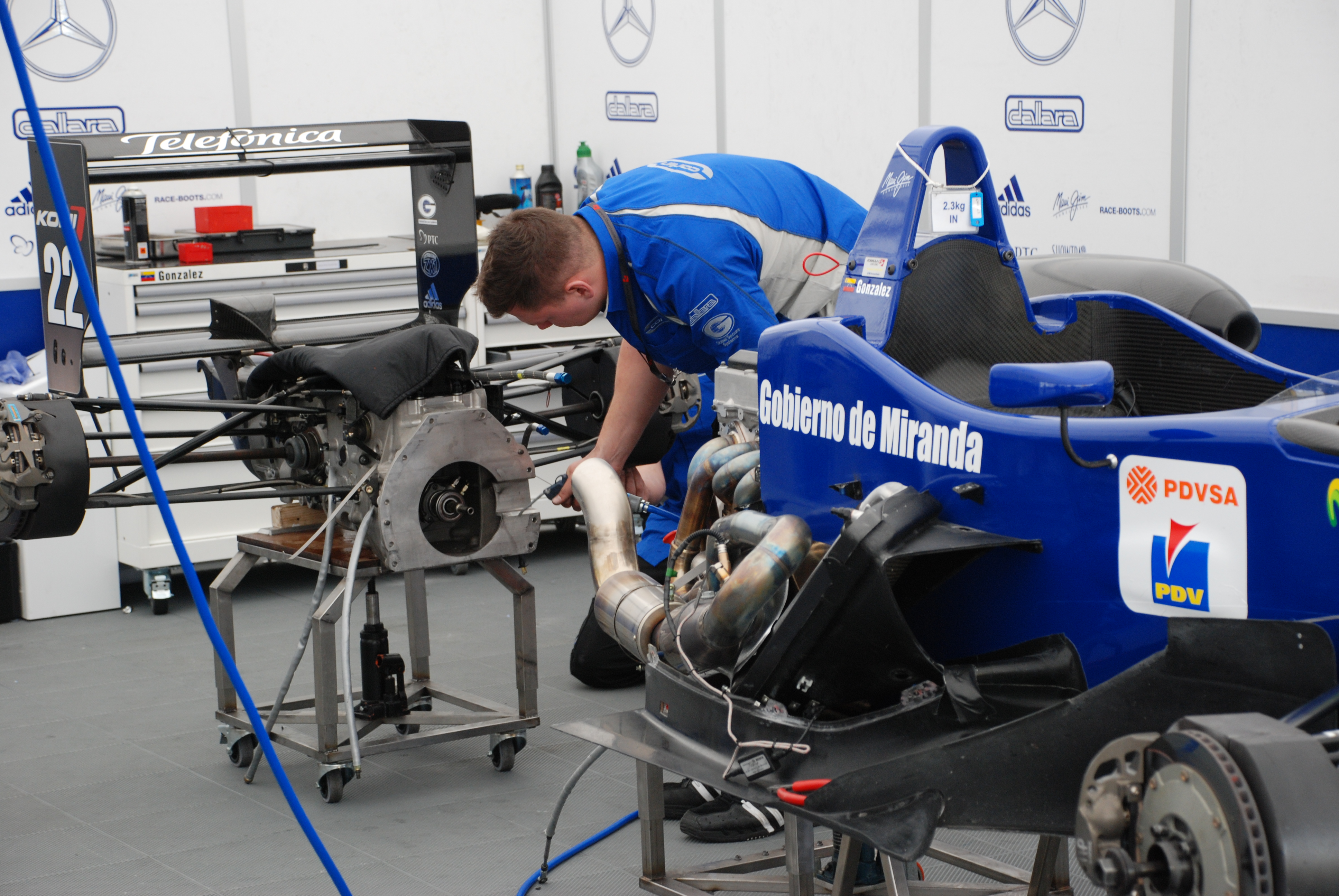
Formel-3-Fahrzeug 2008; Hinterradaufhängung und Getriebe vom Vorderwagen getrennt

Die Formel 3 ist eine Motorsport-Rennklasse, die über den werkslastigen Formeln (Markenformeln) wie Formel König, Formel Renault, Formel Ford, Formel BMW und anderen sowie der Formel 4 angesiedelt ist. Europaweit gilt sie als Vorstufe für die höheren Klassen (früher Formel 3000, heute Formel 2 und Formel 1). In einigen Formel-3-Meisterschaften können Fahrer Punkte für ihre Superlizenz sammeln.

## Geschichte

### Nachkriegszeit und Formel Junior
Nach dem Zweiten Weltkrieg wurden vorwiegend in England Monoposto-Rennwagen mit 500-cm³-Motorradmotoren gebaut. Die bekannteste Marke war Cooper, zuerst mit J.-A.-P.-Motoren und später mit Norton-Manx-Motoren. Motor und Motorradgetriebe waren hinter dem Fahrer vor der Hinterachse eingebaut. Die Leistung übertrug eine Kette auf das Getriebe und von dort eine zweite Kette auf die Hinterachse, das Differentialgetriebe galt als Sonderzubehör. Die Räder waren einzeln aufgehängt, mit unteren Dreieckslenkern und einer Querblattfeder oben. Spätere Wagen waren extrem leicht, trocken zirka 240 kg, sie hatten einen Gitterrohrrahmen und Magnesiumräder. Hauptkonkurrenten waren Kieft und Martin. Beide Hersteller arbeiten heute nicht mehr in diesem Bereich. Deutsche Formel-3-Wagen in den Nachkriegsjahren waren Scampolo und Monopoletta mit Motoren von DKW, BMW und Fiat.
Mit dem Ziel, einen kostengünstigen Einstieg in den Motorsport zu ermöglichen, rief 1957 der italienische Rennfahrer und Journalist Giovanni Lurani die Formel Junior ins Leben.
Die Serie fand weltweit einen großen Zuspruch, und ab 1959 wurden viele nationalen Meisterschaften, rund um den Globus, durchgeführt. Eine Deutsche Formel Junior Meisterschaft wurde von 1960 bis 1963 ausgetragen, dominante Fahrer der Meisterschaft waren Gerhard Mitter und Kurt Ahrens.

### 1964–1974
Im Jahr 1964 wurde der Hubraum der Formel Junior auf 1000 cm³ begrenzt und die Klasse von der FIA in Formel 3 umbenannt. Die Wagen mussten mindestens 400 kg wiegen, der Motor musste aus einem Serienwagen stammen, maximal 4 Zylinder und ein Vergaser waren erlaubt. Erfolgreiche Chassishersteller in den Anfängen der Formel 3 unter der FIA waren: Chevron, Lola, Cooper, Brabham, Team Lotus, Abbot und Tecno.
1971 wurde das Reglement der Formel 3 überarbeitet, der Hubraum der Motoren wurde auf 1600 cm³ erhöht und der heute übliche Luftmengenbegrenzer eingeführt. Die Fahrzeuge wurden strömungsgünstiger, bekamen Front- und Heckflügel und profillose Reifen (Slicks). Neue kleinere Hersteller wie March und GRD führten die ersten Aluminium-Monocoques ein (Schalenbauweise statt Gitterrahmen), etablierte Hersteller wie Lotus, Brabham und Cooper verabschiedeten sich aus der Formel 3 um für die Formel 1 und Formel 2 Fahrzeuge zu konstruieren. Der erfolgreichste Motor dieser Zeit war der Lotus Twin Cam, ein Ford Kent mit einem Aluminium-Zylinderkopf von Lotus mit zwei obenliegenden Nockenwellen. Tuner wie Holbay, Novamoto oder Vegatune modifizierten die Motoren bis Leistungen von ca. 120 PS (88 kW) erreicht wurden.
1974 wurde ein neues Reglement eingeführt. Der Hubraum der Motoren wurde auf 2000 cm³, der Durchmesser des Lufteinlasses auf 24 mm, und das Mindestgewicht der Fahrzeuge auf 440 kg erhöht. Von allen Herstellern wurden nun Aluminiummonocoques verwendet.

### Nationale Formel-3-Rennserien
Die Formel 3 wurde immer beliebter und 1975 wurde der Formula 3 Nations European Cup von der FIA zur Europäischen Formel-3-Meisterschaft erweitert. Im gleichen Jahr wurde in Deutschland der Deutsche Formel-3-Cup ins Leben gerufen. 
Die Formel 3 war in vielen Ländern die höchste nationale Monoposto-Rennserie.  Die deutsche Meisterschaft bzw. Formel-3-Cup wurde auch respektvoll die „Schule der Grand-Prix-Stars“ genannt. Viele aktuelle Formel-1- und DTM-Fahrer waren in der Formel 3 aktiv und dabei auch mehr oder weniger erfolgreich. Es werden Automobile mit vier Rädern und seriennahen Motoren der Hersteller Opel, VW, Fiat, Toyota, BMW, Alfa Romeo und Mercedes-Benz, die für Geschwindigkeitsrennen auf Rundstrecken oder geschlossenen Strecken hergestellt wurden, eingesetzt.

### 1979–2018
Ab dem Jahr 1979 zog auch der Ground-Effekt in die Formel 3 ein und die Erscheinung der Fahrzeuge veränderte sich stark. Statt Aluminiummonocoques wurden nach und nach Monocoques aus kohlenstofffaserverstärktem Kunststoff genutzt.
Nach einem erfolglosen Formel-1-Projekt entwickelte Dallara 1993 ein Formel-3-Chassis, mit dem er innerhalb kurzer Zeit die konkurrierenden Fahrzeughersteller Reynard und Ralt fast vollständig aus den meisten Formel-3-Meisterschaften verdrängen konnte.
Seit 2003 gab es die Euroserie mit Rennläufen in mehreren europäischen Staaten. Etwas im Schatten standen die national ausgerichteten Veranstaltungen, bei denen der technische Aufwand nicht gar so hoch getrieben werden muss.
Nahezu jedes Land mit einer nennenswerten Aktivität im Motorsport führte auch Formel-3-Rennen durch. Durch das international einheitliche Reglement sollte man meinen, ein italienischer F3 wäre einem englischen oder deutschen sehr ähnlich. Das ist aber nicht so, weil in jedem Land andere Reifen vorgeschrieben waren. Die Technik eines F3 ist so ausgereizt, dass durch einen anderen Reifen eine andere Fahrwerksabstimmung nötig ist. Das geht weiter bis zur Getriebeabstufung und zur Motorsteuerung. Die also äußerlich bis auf die Reifen gleichen Autos unterscheiden sich somit erheblich im Fahrverhalten.

## Aktuelle Formel-3-Rennklasse
Aktuell (Stand 2021) gibt es eine internationale Formel-3-Meisterschaft sowie acht von der FIA anerkannte Meisterschaften, die die Regularien der Formel Regional anwenden. Außerdem werden Formel-3-Rennwagen in anderen Rennserien eingesetzt, die nicht von der FIA als Formel-3-Meisterschaften anerkannt sind.

### FIA-Formel-3-Meisterschaft
Die aktuelle Formel-3-Meisterschaft (Stand 2021) ist eine Markenmeisterschaft mit 30 gleichen Fahrzeugen. Angetrieben werden die Wagen von baugleichen 6-Zylinder-Motoren ohne Aufladung mit 3,4 Liter Hubraum, Leistung 380 PS bei 8000/min. Individuelle Bearbeitungen der Motoren sind unzulässig. Motorhersteller ist Mecachrome. Die Kraft wird über ein Sechsganggetriebe übertragen. Die Höchstgeschwindigkeit der Formel-3-Wagen liegt bei 300 km/h; sie beschleunigen in 3,1 Sekunden von null auf 100 km/h. Reparaturen an den Fahrzeugen müssen der Chancengleichheit wegen von Dallara durchgeführt werden, die auch die Chassis bauen.

### Formel Regional
Nachdem die FIA 2013 die Einführung eines Formel-4-Reglements beschlossen hatte und 2017 die bisher existierende GP2-Serie in FIA-Formel-2-Meisterschaft umbenannt worden war, veröffentlichte der FIA-Weltrat im September 2017 ein neues Reglement für die Formel 3. Während die Formel 4 national und die Formel 2 international ausgelegt ist, sollte die Formel 3 kontinental ausgerichtet werden. Zu der Europäischen Formel-3-Meisterschaft sollte ab 2018 eine Amerikanische Formel-3-Meisterschaft und eine Asiatische Formel-3-Meisterschaft hinzukommen. Dieses Konzept wurde als Formula Regional bezeichnet. Die Meisterschaften, die den Regularien der Formel Regional entsprechen, liegen mit einer Motorleistung von 270 bhp zwischen den Regularien der Formel 4 (160 bhp) und jener der FIA-Formel-3-Meisterschaft (380 bhp).

### Nicht anerkannte Rennserien
Einige Rennserien wenden Formel-3-Regularien an, die nicht dem aktuellen technischem Reglement entsprechen. Diese Serien dürfen in der Regel den Namen „Formel 3“ weiterhin führen. Die Euroformula und Super Formula Lights dürfen aus rechtlichen Gründen diesen Namen nicht verwenden.

## Technisches Reglement 1974 bis 2019

### Chassis
Der Homologationszeitraum der folgenden Chassis endete am 31. Dezember 2019.
Bis Ende 2019 waren die Chassis von folgenden Unternehmen homologiert:
- Dallara: F312
- Dallara: F317
- ArtLine: P315

Technische Basisdaten:
- Gesamtbreite: 185 cm
- Breite vor den Vorderrädern: 130 cm
- Breite zwischen Vorder- und Hinterrädern: 130 cm
- Breite des Heckflügels: 90 cm
- Höhe ohne Überrollbügel: 90 cm
- Mindestradstand: 200 cm
- Mindestspurweite: 120 cm
- Mindestgewicht: 550 kg inklusive Fahrer

### Motor
| Beispielmotor 1979   | Volkswagen – Tuning Siegfried Spiess                           |
| -------------------- | -------------------------------------------------------------- |
| Motor                | Vierzylinder-Viertakt-Reihenmotor                              |
| Hubraum              | 1920 cm³                                                       |
| Bohrung × Hub        | 83 × 88,7 mm                                                   |
| Ventilsteuerung      | 1 obenliegende Nockenwelle, Antrieb mit Zahnriemen             |
| Verdichtung          | 13,0 : 1                                                       |
| Gemischaufbereitung  | mechanische Kugelfischer-Bosch-Einspritzung mit Drosselklappen |
| Leistung             | 168 PS (124 kW) bei 5800/min                                   |
| Höchstdrehzahl       | 6200/min                                                       |
| Maximales Drehmoment | 224 Nm bei 5000/min                                            |
| Schmierung           | Trockensumpf                                                   |

Nach FIA Reglement ist eine Homologation für Formel 3 Motoren erforderlich. Die hier genannten Motoren fallen in den Homologationszeitraum bis zum 31. Dezember 2019. Die Motoren sollten so standfest sein, dass sie 10.000 km ohne Revision liefen. Der maximale Preis eines Motors betrug 65.500 Euro. Zugelassen waren Motoren mit einem Hubraum von maximal 2000 cm³ und maximal 4 Zylindern. Ebenso war ein Luftmengenbegrenzer von 26 mm Durchmesser vorgeschrieben.
Bis Ende 2019 waren folgende Motoren homologiert:
| M-TEC: MF204D                | Toda Racing: TR-F301      |
| Mercedes-Benz: F3-414        | Tomei Powered Inc: TB14F3 |
| Neil Brown Engineering: NBE4 | TOM’S: TAZ31              |
| Renault Sport: RST/OMC       | Volkswagen: 0XY           |

## Formel-3-Meisterschaften

### Aktuelle Meisterschaften

#### Formel-3-Reglement
- FIA-Formel-3-Meisterschaft (seit 2019)[6]

#### Formel-Regional-Reglement
- Formula Regional Americas Championship (seit 2018)
- Formula Regional Asian Championship (seit 2018)
- Formula Regional Asia Series by Alpine (2021)
- Formula Regional European Championship by Alpine (seit 2019)
- Formula Regional Indian Championship (2022)
- Formula Regional Japanese Championship (seit 2020)
- Formula Regional Middle East Championship (seit 2023)
- Formula Regional Oceania Championship (seit 2020, von 2005 bis 2020 als Toyota Racing Series)
- Eurocup-3 (seit 2023)
- Ultimate Cup Series (seit 2020)
- W Series (2019–2022)

#### Abweichende Reglements
- Austria Formel 3 Cup (1982–)
- Australische Formel-3-Meisterschaft (1964–1977; 1999–)
- BRDC Britische Formel-3-Meisterschaft („Upgraded FIA Formula 4“)
- Chilenische Formel-3-Meisterschaft (1972–)
- Euroformula Open (bis 2008 spanische Formel-3-Meisterschaft) (2001–)
- F2000 Italian Formula Trophy
- FIA Central European Zone Formula 3
- MotorSport Vision Formula Three Cup
- Super Formula Lights
- Swiss Formula 3 Cup (2014–)

### Ehemalige Meisterschaften
- Europäische Formel-3-Meisterschaft (1975–1984, 2012–2018)
- Formel-3-Euroserie (2003–2012)
- Europäischer Formel-3-Cup (1985–1990, 1999–2004)
- FIA-Formel-3-Trophäe (2011)
- Britische Formel-3-Meisterschaft (1951–2014)
- Deutsche Rennwagen-Meisterschaft Formel 3 (1975–2002)
- Französische Formel-3-Meisterschaft (1964–2002)
- Italienische Formel-3-Meisterschaft (1964–2012)
- Japanische Formel-3-Meisterschaft (1979–2019)
- Mexikanische Formel-3-Meisterschaft (1990–2002)
- Nordic F3 Masters (1958–1960; 1984–1986; 2000–2010)
- Südamerikanische Formel-3-Meisterschaft (1987–2013)